# Gemma Frisius

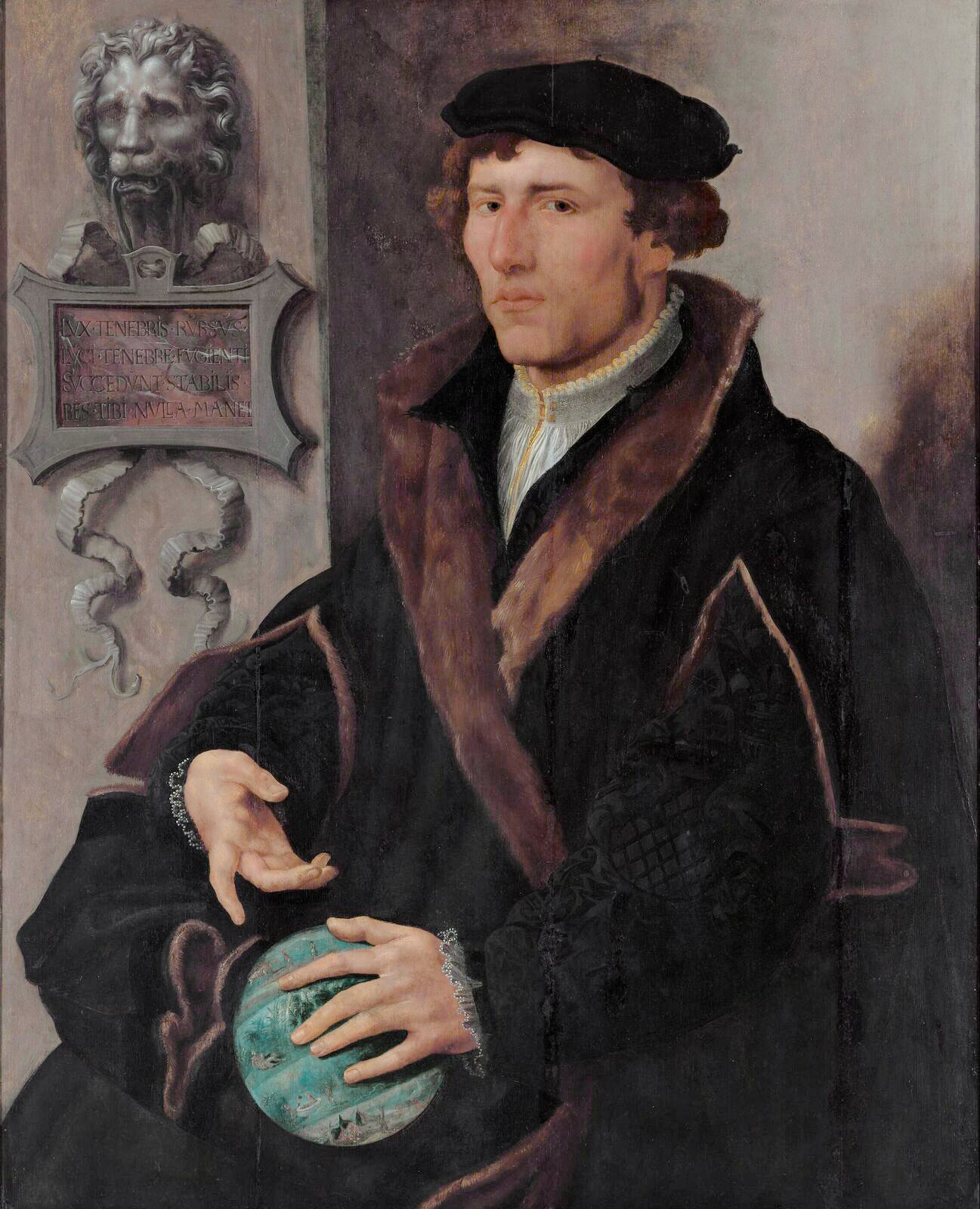
Gemma Frisius (Maarten van Heemskerck, ca. 1540)

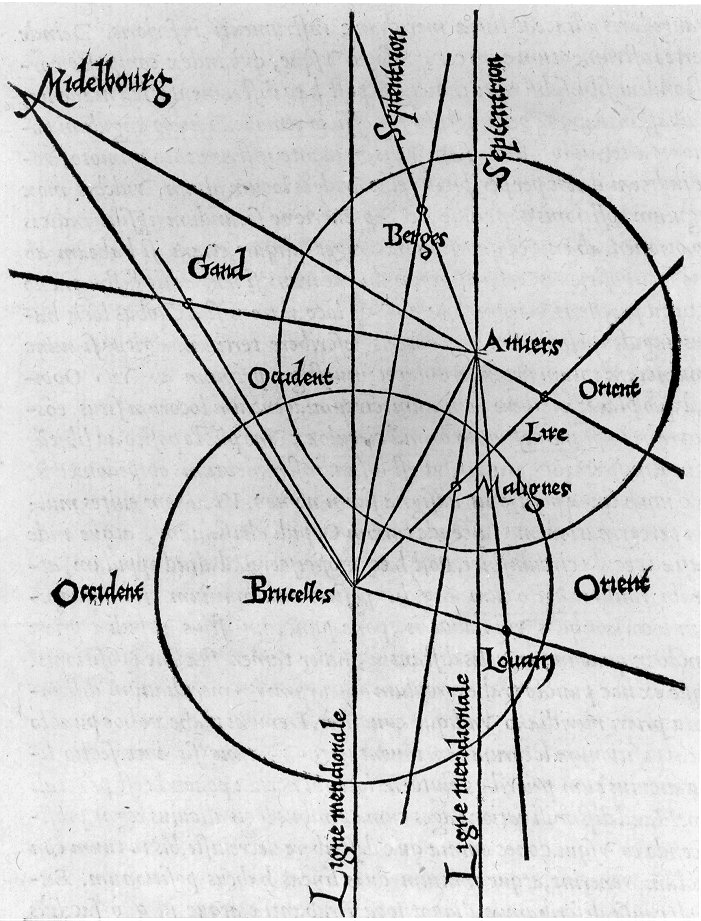
De driehoeksmeting van Gemma Frisius.

Gemma Frisius, ook wel Jemme Reinerszoon Frisius (Dokkum, 8 december 1508 – Leuven, 25 mei 1555) was een Nederlandse geograaf, wiskundige en arts.
Gemma Frisius werd geboren in Friesland in een arm gezin. Hij was in zijn jeugd kreupel, maar daar is hij op latere leeftijd van genezen. Hij studeerde aan de universiteit van Leuven onder andere wiskunde en astronomie. Hij was de eerste die de driehoeksmeting beschreef, gebaseerd op de eigenschap dat de driehoek volledig is bepaald door een zijde en de aanliggende hoeken. Zijn kennis werd gebruikt in de cartografie en landmeetkunde.
Samen met goudsmid Gaspard van der Heyden maakte hij wereldbollen om zijn kaarten in een realistische vorm weer te geven. Ook verbeterde hij de atlas van Petrus Apianus. Hij maakte veel astronomische instrumenten om bijvoorbeeld de lengtegraad te meten. Zo maakte hij het astrolabium, dat hij beschreef in het in 1556 postuum verschenen werk De astrolabium catholicum.
Zijn ideeën schreef hij in boeken met vele illustraties. Mede op basis van deze ideeën zijn later vele ontdekkingen gedaan, zoals ook de ontdekking van de camera obscura. Frisius was in 1544 een van de eersten die de werking van zo'n camera op papier heeft gezet. De afbeelding op pagina 31v van zijn De radio astronomico is wereldwijd de vroegst bekende afbeelding van het camera-obscuraprincipe. In zijn werk gaf hij ook aanwijzingen hoe de lezer zelf astronomische instrumenten kon bouwen.

## Lengtegraadbepaling

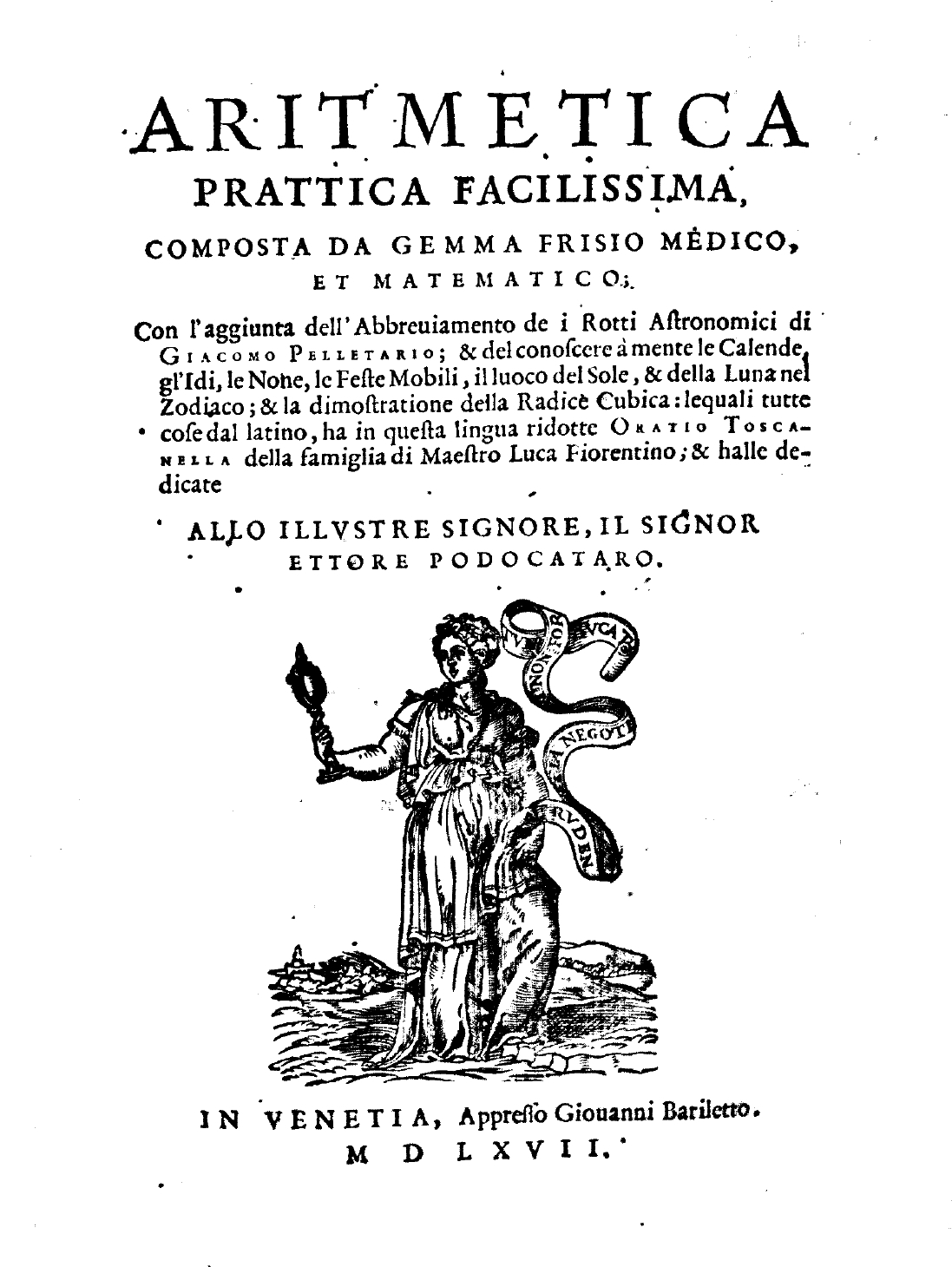
Aritmetica prattica facilissima, 1567

In 1530 publiceerde Frisius zijn werk De principiis astronomiae et cosmographiae over de grondbeginselen van de astronomie en de kosmografie. Hierin opperde hij voor het eerst het gebruik van een draagbaar uurwerk voor de bepaling van de lengtegraad op zee.

## Opvattingen over Copernicus
In 1545 publiceerde hij De radio astronomico, waarin hij Nicolaas Copernicus' tafels als de meest betrouwbare beschreef. In zijn postume Astrolabium koos hij opnieuw voor de interpretatie van Copernicus, zonder zich tot het heliocentrisme te bekennen.

## Invloed
Onder zijn leerlingen bevonden zich Gerard Mercator, die later zijn medewerker werd, Johannes Stadius en John Dee. Toen Frisius hoogleraar in Leuven was, heeft ook keizer Karel V wiskundeonderwijs van hem gekregen.
Op de maan is een krater naar Frisius genoemd. De Katholieke Universiteit Leuven heeft een risicokapitaalfonds naar de wetenschapper vernoemd.